# إد لاركن
إد لاركن (بالإنجليزية: Ed Larkin)‏ هو لاعب كرة قاعدة أمريكي، ولد في 1 يوليو 1885 في ويالوسينغ في الولايات المتحدة، وتوفي بنفس المكان في 28 مارس 1934.

## وصلات خارجية
- إد لاركن على موقع دوري كرة القاعدة الرئيسي (الإنجليزية)
- إد لاركن على موقعبيزبول رفرنس.كوم (الدوري الرئيسي) (الإنجليزية)
- إد لاركن على موقعبيزبول رفرنس.كوم (الدوري الثانوي) (الإنجليزية)